# Beaver Dam (Wisconsin)
Beaver Dam è una città della contea di Dodge, Wisconsin, Stati Uniti, lungo il lago Beaver Dam e il fiume Beaver Dam. La popolazione stimata era di 16.564 abitanti nel 2016, rendendola la più grande città situata principalmente nella contea di Dodge. È la città principale dell'area statistica metropolitana di Beaver Dam. La città è adiacente al comune di Beaver Dam.

## Geografia fisica
Secondo lo United States Census Bureau, ha un'area totale di 8,17 mi² (21,16 km²).

## Società

### Evoluzione demografica
Secondo il censimento del 2010, la popolazione era di 16.214 abitanti.

### Etnie e minoranze straniere
Secondo il censimento del 2010, la composizione etnica della città era formata dal 93,0% di bianchi, lo 0,8% di afroamericani, lo 0,3% di nativi americani, l'1,0% di asiatici, lo 0,0% di oceanici, il 3,4% di altre razze, e l'1,5% di due o più etnie. Ispanici o latinos di qualunque razza erano il 7,5% della popolazione.